# Sikéa (ort i Grekland)
Sikéa (Sykea, Sykia) är en ort i Grekland.   Den ligger i prefekturen Nomós Korinthías och regionen Peloponnesos, i den centrala delen av landet, 90 km väster om huvudstaden Aten. Sikéa ligger 1 meter över havet och antalet invånare är 492.
Terrängen runt Sikéa är kuperad åt sydväst, men norrut är den platt. Havet är nära Sikéa åt nordost. Närmaste större samhälle är Xylókastro, 2,9 km nordväst om Sikéa. 